# Condado de Ida-Viru
El condado de Ida-Viru o Ida-Virumaa (en estonio: Ida-Viru maakond) es el nombre de uno de los quince condados en los que está dividida administrativamente Estonia. Se sitúa al noreste del país. Su capital es Jõhvi.

## Historia
Durante la última parte del periodo de gobierno soviético de Estonia, el condado de Ida-Viru era llamado distrito de Kohtla-Järve, y su capital administrativa era Kohtla-Järve.

## Gobierno del condado
Cada uno de los condados de los que se compone el país es regido por un gobernador (en estonio: maavanem), elegido cada cinco años por el gobierno central. Desde agosto de 2004, dicho cargo está en manos de Ago Silde.

## Municipios
El condado se encuentra dividido a su vez en municipios. Desde 2017 hay cuatro municipios urbanos (est: linn - ciudad) y cuatro municipios rurales (est: vallad).
Municipios urbanos:
- Kohtla-Järve
- Narva
- Narva-Jõesuu
- Sillamäe

Municipios rurales:
- Alutaguse (capital: Iisaku)
- Parroquia de Jõhvi (capital: Jõhvi)
- Parroquia de Lüganuse (capital: Lüganuse)
- Parroquia de Toila (capital: Toila)